# 山口県道36号秋芳三隅線
山口県道36号秋芳三隅線（やまぐちけんどう36ごう しゅうほうみすみせん）は、山口県美祢市秋芳町別府（べっぷ）と長門市三隅上を結ぶ県道（主要地方道）である。

## 概要
- 本路線は1993年（平成5年）4月1日山口県告示第294号で認定された路線であるが、1958年 - 1976年にも同一名称の一般県道が存在した（廃止前の路線名称は山口県道242号秋芳三隅線）。起終点も同じである。

当初認定時の終点は、現在の終点よりも約3km東の、国道191号宗頭交差点付近であったが、2002年（平成14年）3月23日に美祢郡秋芳町栢の木 - 大津郡三隅町湯免（現・長門市三隅上）間の大水峠トンネル開通に伴い路線の付け替えが行われ、終点の位置が変更になった。これ以降、日本海側と瀬戸内側を結ぶ新たな幹線ルートの一つとなっている。

### 路線データ
- 起点：美祢市秋芳町別府（門村交差点＝山口県道31号美東秋芳西寺線交点）
- 終点：長門市三隅上（下中小野交差点＝国道191号交点）

## 歴史
- 1993年（平成5年）5月11日 - 建設省から、県道秋芳三隅線が秋芳三隅線として主要地方道に指定される[1]。

## 路線状況

### 重複区間
- 山口県道239号銭屋美祢線（美祢市秋芳町嘉万 地内）

## 地理

### 通過する自治体
- 美祢市
- 長門市

### 交差する道路
| 交差する道路                         | 市町村名 | 交差する場所         | 交差する場所                          |
| ------------------------------------ | -------- | -------------------- | ------------------------------------- |
| 山口県道31号美東秋芳西寺線           | 美祢市   | 秋芳町別府（べっぷ） | 門村（かどむら）交差点 / 起点         |
| 山口県道239号銭屋美祢線 重複区間起点 | 美祢市   | 秋芳町嘉万（かま）   |                                       |
| 山口県道239号銭屋美祢線 重複区間終点 | 美祢市   | 秋芳町嘉万           |                                       |
| 山口県道280号長門秋芳線              | 美祢市   | 秋芳町嘉万           |                                       |
| 国道191号                            | 長門市   | 三隅上               | 下中小野（しもなかおの）交差点 / 終点 |

### 道路施設
主なトンネル
- 大水峠トンネル
2002年（平成14年）3月23日に秋芳町（現・美祢市秋芳町）と三隅町（現・長門市三隅上）間を結ぶトンネルとして開通。

### 沿線にある施設など
- 美祢市嘉万（かま）出張所
- 湯免ダム
- 湯免温泉
- 香月泰男美術館